# Sony Entertainment
Sony Entertainment Inc. é uma empresa americana de entretenimento que se concentra nos negócios de cinema, televisão e música. Ela pertence a Sony Corporation of America (SCA), filial da empresa de tecnologia japonesa Sony nos Estados Unidos. Atualmente, é a 6ª maior empresa de mídia dos EUA, depois da Comcast, da Walt Disney Company, da WarnerMedia e da National Amusements, além de ser a 7ª maior empresa de entretenimento do mundo em receita, seguida da alemã Bertelsmann.

## Empresas da Sony Entertainment

### Sony Pictures
Filme
- Sony Pictures Motion Picture Group
  - Sony Pictures Releasing
    - Columbia Pictures
    - TriStar Pictures
    - TriStar Productions
    - Sony Pictures Classics
    - Screen Gems
    - Sony Pictures Imageworks
    - Sony Pictures Animation
    - Sony Pictures Worldwide Acquisitions Group
      - Destination Films
      - Stage 6 Films
      - Affirm Films

  - Sony Pictures Home Entertainment
    - Sony Wonder
    - Genius Brands

Televisão
- Sony Pictures Television
  - Califon Productions, Inc.
  - Jeopardy Productions, Inc.
  - 2waytraffic
  - Sony Crackle
  - CPT Holdings, Inc.
  - TriStar Television
  - Culver Entertainment
  - Embassy Row
  - Starling Productions
  - Huaso
  - Lean-M Producers Center
  - Teleset
  - Fable Pictures
  - Gogglebox Entertainment
  - Floresta
  - Left Bank Pictures
  - Electric Ray
  - Stellify Media
  - Playmaker Media
  - Crunchyroll (95%)
    - Crunchyroll Films

### Sony Music
- Columbia Records
- Epic Records
- RCA Records
- The Orchard

- Sony/ATV Music Publishing
  - EMI Music Publishing

## Ligações Externas
- Sony Entertainment (em inglês)
- Sony Pictures (em inglês)
- Sony Music (em inglês)
- Sony ATV/Music Publishing (em inglês)